# Wasserbillig
Wasserbillig (luxemburgiska: Waasserbëlleg) är en liten stad i Luxemburg belägen där floderna Mosel och Sûre möter varandra. Dessa floder formar gränsen till Tyskland vid staden. Wasserbillig har omkring 3 400 invånare vilket gör den till den största orten i kommunen Mertert.
Wasserbillig grundades under romarriket under namnet Biliacum.